# Anticoma microseta
Anticoma microseta är en rundmaskart som beskrevs av Allgen 1935. Anticoma microseta ingår i släktet Anticoma och familjen Anticomidae. Arten är reproducerande i Sverige. Inga underarter finns listade i Catalogue of Life.